# Neil Immerman
Neil Immerman (24 de novembro de 1953,  cidade de Manhasset, Nova Iorque) é um teórico cientista da computação americano, professor de ciência da computação da Universidade de Massachusetts Amherst. Ele é um dos principais desenvolvedores da complexidade descritiva, uma abordagem que ele está aplicando atualmente à pesquisa em verificação de modelo (model checking), teoria de banco de dados, e a teoria da complexidade computacional.
Professor Immerman é um editor do SIAM Journal on Computing and of Logical Methods in Computer Science. Ele é graduado pela Universidade de Yale em 1974, e Ph.D. pela Universidade Cornell em 1980 sob a orientação de Juris Hartmanis, um ganhador do Prêmio Turing da Universidade Cornell. Seu livro "Descriptive Complexity" foi publicado em 1999.
Immerman é o vencedor, juntamente com Róbert Szelepcsényi, do Prêmio Gödel de 1995 em informática teórica pela prova do que hoje é conhecido como o teorema de Immerman–Szelepcsényi, o resultado que classes de complexidade de espaço não determinístico são fechadas sob complementação. Immerman é um ACM Fellow e uma Guggenheim Fellow.